# Епилептички напад
Епилептички напади су основна заједничка карактеристика различитих врста епилепсија (али истовремено и других поремећаја као што су провоцирани и спонтани изоловани епилептички напади). Од поузданости којом се дијагностикује епилептички напад зависи поузданост дијагнозе епилепсије и других поремећаја у којима се епилептички напади јављају.

## Дефиниција епилептичког напада
Требало је да прође преко 35 година од покушаја формулисања прве међународно предложене класификације епилептичких напада (која је укључивала и њихову дефиницију) до појаве дефиниције о којој постоји консензус свих водећих експерата и која је прихваћена као званична дефиниција Међународне лиге за борбу против епилепсије. 
Под епилептичким нападом се подразумева пролазна појава симптома и / или знакова који су последица ненормалне прекомерне или хиперсинхроне активности неурона у мозгу.

## Елементи дефиниције епилептичких напада
Поменута дефиниција обухвата све случајеве епилептичких напада али на недовољно карактеристичан начин, због чега је корисна операционализација појединих елемената дефиниције. Анализа дефиниције указује да у њој постоје 3 битна елемента.
1. Начин јављања симптома
2. Садржај напада (врста симптома и знакова)
3. Ненормално прекомерна или хиперсинхрона активност неурона у мозгу која се мери ЕЕГ-ом

### Начин јављања епилептичких напада
Термин напад у себи садржи у већем или мањем обиму одреднице: пароксизмалност (наглост) и изненадност (неочекиваност), пролазност (транзиторност) и краткотрајност. Поред епилептичких напада, ово су карактеристике многих других поремећаја који нису повезани са епилепсијом. Уобичајено се каже „срчани напад“ за ангинозни бол у грудима, „панични напад“ за епизоду страха, панике и вегетативних поремећаја или „астматични напад“ за нагли поремећај дисања услед инфламаторне опструкције у бронхијама. Многи од ових поремећаја могу да подсећају по неким карактеристикама на неке врсте епилептичких напада. Ипак, већина епилептичких напада се и по начину јављања релативно лако разликује од других поремећаја јер најчешће обухвата карактеристичан начин догађања у виду транзиторности, интермитентности, пароксизмалности, изненадности, краткотрајности и постикталног умора.

#### Начин почетка и завршетка симптома
Епилептички напад је пролазан (транзиторан) поремећај, који је јасно ограничен у времену наглим почетком и наглим престанком. Ипак, престанак симптома није увек толико нагао као почетак јер постиктални симптоми могу да замагле прави биолошки крај напада. Почетак и крај напада по правилу могу да се утврде клиничком и ЕЕГ анализом, иако у неким случајевима почетак клиничке слике напада и почетак ЕЕГ пражњења са површних електрода не морају да се подударају (уобичајено се виђа при пражњењима из базалних структура фронталног и темпоралног режња). 

#### Трајање симптома
На основу видео-ЕЕГ анализе великог броја напада закључено је да просечно трајање појединачног генерализованог тонично-клоничног напада износи 62 секунде.
Уз то, типични генерализовани тонично-клонични напад код одраслих особа веома ретко траје дуже од 5 минута. Супротно томе код одраслих и деце старије од 5 година, 50-60% напада који трају дуже од 5 минута ће трајати и дуже од 30 минута ако се не прекину антиепилептичким лековима (због чега је промењена и дефиниција генерализованог тоничко-клоничког епилептичког статуса као стања у коме се 1 или више напада јављају током бар 5 минута).

#### Типичан и атипичан начин јављања епилептичких напада
Типичан начин јављања подразумева транзиторне (пролазне) нападе који се јављају интермитентно (повремено), пароксизмално (нагло), изненадно (неочекивано), и који упркос кратком трајању (до неколико минута) максимално исцрпе и изморе болесника због чега се накнадно сатима и данима опоравља.
Пароксизмалност и постиктални умор су карактеристике које су најупадљивије повезане са епилептичким нападима. Такође, умор и исцрпљеност сами болесници редовно и поуздано реферишу и онда када због амнезије не могу да се присете осталих карактеристика напада.
Поједини типови напада не испуњавају све поменуте карактеристике, али они чине мањину случајева.

### Клиничке карактеристике (врста симптома и знакова)
Клиничка слика епилептичког напада зависи од локације почетка напада у кори великог мозга, путева локалне и удаљене пропагације, зрелости мозга, присуства коморбидитета, циклуса будност-спавање, медикације и многих других фактора. Било који симптом може да се јави као симптом епилептичког напада. Иако се неки симптоми јављају често у склопу напада (помућење или губитак свести, конвулзије, миоклонизми, ритмички трептаји, епигастрична аура и сл.) ниједан појединачни симптом није сам по себи патогномоничан за епилепсију.
Када су епилептичка пражњења ограничена само на мали део кортекса (једноставни фокални напад), може да се јави у склопу напада немерљиво велики број различитих симптома који могу да делују необично (нпр. нагон на мокрење, крчање у трбуху, трњење у табанима, кијање, свраб у носу, бол у грудима, лупање срца и сл.) због чега се на њихову епилептичку природу ни не посумња. Код оваквих фокалних епилептичких напада губитак свести је редак симптом.
Како се епилептичко пражњење шири, клиничка слика напада постаје мање разноврсна и обухвата мањи број уобичајених и стереотипних симптома (на пример, помућење свести са укоченим погледом и стереотипним оралним аутоматизмима код комплексних фокалних напада). На крају, епилептички напад може да се прошири на највећи део обе хемисфере што условљава појаву препознатљивог генерализованог тоничко-клоничког напада који представља најтипичнији скуп симптома који се виђа у склопу епилепсије. Опсервација оваквог напада омогућава постављање дијагнозе епилептичке природе напада, чак и када је начин појаве симптома непознат или другачији од претходно поменутог.

#### Врсте симптома (садржај напада)
Епилептички напади могу да обухватају измену: сензоријума, сензибилитета, моторике, свести, памћења, понашања, когниције, емоционалних или аутономних функција. Нема сваки напад све поменуте симптоме, али сваки напад обухвата бар један од симптома. 
Неки пратећи знаци, као што су јак угриз језика, пражњење мокраћне бешике, цијаноза, преломи костију, тежа нагњечења ткива и опекотине се по правилу јављају у склопу епилептичког напада, а много ређе код напада друге природе. 
Време појаве напада може да буде од значаја. Уколико се напад поменутих карактеристика и садржаја јави током спавања, мала је вероватноћа да се ради о било чему другом сем о епилептичком нападу.
Такође, миоклонус који се јавља после наглог буђења и претходно недовољног спавања је по правилу епилептички.
| Врсте симптома и знакова током епилептичког напада |
| --- |
| По садржају симптоми могу да буду из било које телесне, неуролошке или психичке сфере: - измена сензоријума - измена сензибилитета - измена моторне активности - измена свести - измена памћења - измена понашања - измена когнитивних функција - измена емоција - измена аутономних функција У зависности од површине кортекса напади су: - атипични, код пражњења која захватају малу површину кортекса (нпр. чулне обмане) - стереотипни, код пражњења у ширим, често, билатералним зонама кортекса - типични, код пражњења која захватају већи део обе хемисфере (генерализовани тоничко-клонички напад, миоклонус, апсанс) |

#### Супклиничка ЕЕГ пражњења и епилептички напад
Разни епилептиформни обрасци који подсећају на обрасце који се виде током напада, а немају видљиви клинички корелат не сматрају се епилептичким нападом. Проблем са овим ЕЕГ пражњењима ипак постоји, јер је могуће да болесник или особа која опсервира не уочава клинички корелат који можда постоји, у ком случају би се и ови догађаји схватили као епилептички напад.

### Ненормална прекомерна или хиперсинхрона активност неурона у мозгу
Болесници са фокалним нападима имају групу неурона у локализованом делу можданог кортекса чија је електрична активност ненормално појачана и који регрутују околне и удаљене неуроне у епилептички напад. 
Болесници са генерализованим епилепсијама имају ненормалне механизме контроле у повратним спрегама између таламуса и можданог кортекса због чега током напада неурони раде у истој фази (хиперсинхроно), без појачаног рада и једног појединачног неурона. 
Поменуто представља два основна патогенетска модела епилепсије.
На клиничком нивоу није једноставно да се ненормално прекомерна (фокални напади) или хиперсинхрона активност (генерализовани напади) региструје, што отежава примену дефиниције епилептичког напада, али је то једина карактеристика који апсолутно потврђује природу неког догађаја као епилептичког напада. Иако је у највећем броју случајева дијагноза епилептичког напада поуздана искључиво на основу килиничке слике (начин јављања и врста симптома), без укључења електричне хиперактивности или хиперсинхроније неурона у најопштију дефиницију епилептичког напада, неки други поремећаји би могли да испуњавају критеријуме начина јављања и
врсте симптома који су карактеристични за епилептичке нападе, чиме би дефиниција била непрецизна.

#### Улога икталног ЕЕГ-а у препознавању епилептичког напада
Прекомерна или хиперсинхрона електрична активност неурона уколико захвата довољно велику површину кортекса, се на површини главе региструје ЕЕГ-ом и назива се иктална епилептиформна активност. Дакле, уколико се током клинички дефинисаног напада региструју икталне епилептиформне промене, дијагноза епилептичког напада је сигурна и искључује друге биолошке узроке пароксизмалног поремећаја. Проблем је што код мањег броја болесника са фокалним нападима површина кортекса захваћена пражњењем може да буде или мала или топографски неприступачна за регистровање са површних електрода што резултује одсуством икталних ЕЕГ промена за време правог фокалног епилептичког напада. 

## Операционализована дефиниција епилептичког напада
Иако ниједан симптом није апсолутно карактеристичан за епилептички напад, нити су транзиторност, интермитентност, пароксизмалност, изненадност, краткотрајност и постиктални умор апсолутно карактеристични за сваки епилептички напад, уколико се удруже уобичајени симптоми епилептичког напада са карактеристичним начином појаве симптома препознавање епилептичког напада је очигледно, без обзира да ли се региструје ли не региструје иктални ЕЕГ образац за време напада. 
Можда је најтачније да се каже да временски след (начин) појаве карактеристичних симптома најбоље дефинише епилептички напад и да је то разлог због којег се каже да је дијагноза епилептичког напада примарно клиничка, док је ЕЕГ допунски дијагностички метод. 
У највећем броју ситуација (90-95%) клинички приступ омогућава постављање дијагнозе, што омогућава сваком лекару исправно препознавање епилептичке природе највећег броја напада. У само 5-10% случајева постављање дијагнозе епилептичких напада захтева примену ЕЕГ-а или других специјалистичких поступака.
Операционализована дефиниција епилептичког напада:
Под епилептичким нападом се подразумева транзиторна, интермитентна, пароксизмална, изненадна, краткотрајна и исцрпљујућа измена сензоријума, сензибилитета, моторне активности, свести, памћења, понашања, когнитиције, емоција, или аутономних функција која је узрокована ненормалном, прекомерном и/или хиперсинхроном електрохемијском активношћу групе неурона у мозгу.